# Rauno Miettinen
Rauno Martti Juhani Miettinen (Kuopio, 25 maggio 1949) è un ex sciatore nordico finlandese attivo sia nel salto con gli sci sia nella combinata nordica, disciplina nella quale colse i maggiori successi.

## Biografia
Debuttò in campo internazionale ai Mondiali juniores del 1968, a Morez/Les Rousses, ottenendo la prima delle due medaglie d'oro nella combinata nordica che avrebbe vinto nella rassagna iridata giovanile. In Coppa del Mondo di combinata nordica esordì nella gara inaugurale del 17 dicembre 1983 a Seefeld in Tirol (10°) e ottenne quella che sarebbe rimasta la sua unica vittoria in carriera, nonché unico podio, il 24 febbraio 1984 a Falun.
In carriera prese parte a quattro edizioni dei Giochi olimpici invernali, Sapporo 1972 (17° nel salto con gli sci dal trampolino normale, 32° nel salto con gli sci dal trampolino lungo, 2° nella combinata nordica), Innsbruck 1976 (21° nel salto con gli sci dal trampolino normale, 4° nella combinata nordica), Lake Placid 1980 (23° nella combinata nordica) e Sarajevo 1984 (4° nella combinata nordica), e a cinque dei Campionati mondiali, vincendo tre medaglie.
In carriera Miettinen vinse per cinque volte il Trofeo Holmenkollen di combinata nordica (1969, 1971, 1972, 1973 e 1978) e per due la classica di Lahti (1976 e 1982).

## Palmarès
L'intero palmarès di Miettinen è riferito a competizioni di combinata nordica.

### Olimpiadi
- 1 medaglia:
  - 1 argento (individuale a Sapporo 1972)

### Mondiali
- 3 medaglie:
  - 3 argenti (individuale a Lahti 1978; gara a squadre a Oslo 1982; gara a squadre a Sarajevo/Rovaniemi/Engelberg 1984)

### Mondiali juniores
- 2 medaglie:
  - 2 ori (individuale a Morez/Les Rousses 1968; individuale a Bollnäs 1969)

### Coppa del Mondo
- Miglior piazzamento in classifica generale: 6º nel 1984
- 1 podio (individuali):
  - 1 vittoria

#### Coppa del Mondo - vittorie
| Data             | Località | Nazione | Trampolino | Spec.       |
| ---------------- | -------- | ------- | ---------- | ----------- |
| 24 febbraio 1984 | Falun    | Svezia  | Lugnet K89 | IN NH/15 km |

Legenda:

IN = individuale Gundersen

NH = trampolino normale

## Riconoscimenti
- Medaglia Holmenkollen nel 1972[3]